# Gösta Ekman Jr.
Gösta Ekman (n. 28 iulie 1939, Engelbrekt church parish⁠(d), Over-Governors office⁠(d), Suedia – d. 1 aprilie 2017, Stockholms Sofia distrikt⁠(d), comitatul Stockholm, Suedia) a fost un actor suedez, fiul lui Hasse Ekman și nepotul lui Gösta Ekman.

## Filmografie
- 2003 – Illusive Tracks (Skenbart - en film om tåg)
- 2000 – En fot i graven (TV-series)
- 2000 – Soldater i månsken (mini series)
- 2000 – Det blir aldrig som man tänkt sig
- 1995 – En på miljonen
- 1994 – Stockholm Marathon (Beck-film)
- 1994 – Polismördaren (Beck-film)
- 1993 – Mannen på balkongen (Beck-film)
- 1993 – Polis polis potatismos! (Beck-film)
- 1993 – Brandbilen som försvann (Beck-film)
- 1993 – Roseanna (Beck-film)
- 1992 – Vennerman och Winge (TV-series)
- 1991 – Duo Jag (TV-series)
- 1990 – Den hemliga vännen
- 1989 – Jönssonligan på Mallorca
- 1988 – Vargens tid
- 1986 – Jönssonligan dyker upp igen
- 1986 – Morrhår och ärtor (also director)
- 1985 – Dödspolare
- 1984 – Jönssonligan får guldfeber
- 1984 – Magister Flykt (narrator)
- 1984 – Slagskämpen
- 1983 – P&B
- 1983 – Kalabaliken i Bender
- 1982 – Den enfaldige mördaren (The Simple-Minded Murder) (Hasseåtage-film)
- 1982 – Jönssonligan och Dynamit-Harry
- 1982 – Gräsänklingar (One Week Bachelors)
- 1981 – Varning för Jönssonligan
- 1981 – SOPOR (Hasseåtage-film)
- 1980 – Mannen som blev miljonär
- 1979 – En kärleks sommar
- 1979 – Farbrorn som inte ville va' stor (narrator)
- 1978 – Picassos äventyr (The Adventures of Picasso) (Hasseåtage-film)
- 1978 – En vandring i solen
- 1976 – Face to Face
- 1976 – En dåres försvarstal (TV-series)
- 1975 – Släpp fångarne loss, det är vår! (Release the Prisoners to Spring) (Hasseåtage-film)
- 1975 – Ägget är löst! (Hasseåtage-film)
- 1974 – Dunderklumpen! (voice)
- 1973 – Kvartetten som sprängdes (The Quartet That Broke Up) (TV-series)
- 1972 – Mannen som slutade röka (The Man Who Quit Smoking) (Hasseåtage-film)
- 1972 – Experimentlek
- 1971 – Äppelkriget (The Apple War) (Hasseåtage-film)
- 1971 – Niklas och figuren
- 1969 – Duett för kannibaler
- 1969 – Som natt och dag
- 1968 – I huvet på en gammal gubbe (Out of an Old Man's Head) (Hasseåtage-film)
- 1968 – Jag älskar, du älskar
- 1966 – Yngsjömordet
- 1965 – Att angöra en brygga (Docking the Boat) (Hasseåtage-film)
- 1965 – Festivitetssalongen
- 1965 – Nattcafé
- 1964 – Svenska bilder (Hasseåtage-film)
- 1962 – Chans
- 1962 – Nils Holgerssons underbara resa
- 1956 – Swing it, fröken